# Ԁ
Ԁ, ԁ – litera rozszerzonej cyrylicy, wykorzystywana w alfabecie Mołodcowa służącym do zapisu języka komi w latach 1920–1929 oraz 1936–1939. Litera ta służyła do oznaczania dźwięku [d]. 
Majuskuła przypominała znak miękki (Ь), natomiast minuskuła zbliżona była wyglądem do łacińskiego d. We współczesnym alfabecie języka komi literę Ԁ zastąpiono literą podstawowej cyrylicy Д.

## Kodowanie
| Znak                   | Ԁ                               | Ԁ                               | ԁ                             | ԁ                             |
| ---------------------- | ------------------------------- | ------------------------------- | ----------------------------- | ----------------------------- |
| Nazwa w Unikodzie      | cyrillic capital letter komi de | cyrillic capital letter komi de | cyrillic small letter komi de | cyrillic small letter komi de |
| Kodowanie              | dziesiątkowo                    | szesnastkowo                    | dziesiątkowo                  | szesnastkowo                  |
| Unicode                | 1280                            | U+0500                          | 1281                          | U+0501                        |
| UTF-8                  | 212 128                         | d4 80                           | 212 129                       | d4 81                         |
| Odwołania znakowe SGML | &#1280;                         | &#x0500;                        | &#1281;                       | &#x0501;                      |